# Estados Unidos contiguos
Los Estados Unidos contiguos o Estados Unidos continentales (en inglés, contiguous United States o Mainland United States) son los 48 estados de EE. UU. localizados al sur de Canadá y al norte de México, además del Distrito de Columbia. La expresión excluye los estados de Alaska y Hawái, y todos los territorios insulares y posesiones de EE. UU., como Puerto Rico.
Juntos, los 48 estados contiguos y el Distrito de Columbia tienen una superficie de 7 825 268, 25 km², una superficie mayor a la de Australia y menor a la de Brasil. De esta cantidad, 7 663 941, 71 km² son tierra, que supone el 83,65 % de la superficie terrestre de EE. UU. Oficialmente, 416 522, 38 km² es zona de aguas, que es el 62,66% de la superficie de agua del país. Su población en el censo del 2000 era de 279 583 437, que eran el 99,35 % de la población total de la nación. Su densidad de población era de 36,48 hab./km², en comparación con los 30,716 hab./km² para la nación en su conjunto.
El siguiente mapa muestra los estados contiguos de Estados Unidos y, en una caja de inserción, en la parte inferior izquierda, los dos estados que no son contiguos.
Mapa interactivo: hacer clic con el botón primario del ratón sobre el nombre del estado deseado para abrir su artículo
| Estados de los Estados Unidos |
| --- |
| Océano Atlántico Océano Pacífico Golfo de México Océano Pacífico Océano Pacífico Océano Ártico Maryland DC Delaware Nueva Jersey Connecticut Rhode Island Massachusetts Nuevo Hampshire Maine Vermont Nueva York Pensilvania Virginia Occidental Virginia Carolina del Norte Carolina del Sur Georgia Florida Alabama Misisipi Luisiana Texas Nuevo México Arizona Hawái California Alaska Oregón Washington Idaho Montana Wyoming Dakota del Sur Dakota del Norte Nebraska Minnesota Iowa Wisconsin Míchigan Ohio Indiana Kentucky Tennessee Illinois Misuri Arkansas Kansas Oklahoma Colorado Utah Nevada Canadá México Bahamas Canadá Cuba |

## Otras expresiones
Mientras que las expresiones «EE. UU. coextensivos» (coterminous U.S.) y «EE. UU. limítrofes» (conterminous U.S.) tienen el mismo significado, más preciso, que los «EE. UU. contiguos» (contiguous U.S.), otras expresiones comúnmente utilizadas para describir los 48 estados contiguos tienen cierto grado de ambigüedad.

### Estados Unidos continentales
Debido a que Alaska está también en el continente americano, la expresión «Estados Unidos continentales», si se interpreta literalmente, también debe incluir ese estado, por lo que la expresión es a veces matizada con la inclusión o exclusión explícita de Alaska para resolver cualquier ambigüedad. La expresión se utilizaba antes de la admisión de Alaska y Hawái como estados de los Estados Unidos, y en ese momento, por lo general, excluía los territorios periféricos de EE. UU. Sin embargo, incluso antes de que Alaska se convirtiera en un estado, fue incluido a veces en el los «EE. UU. continentales» (continental US).

### Los 48 inferiores
La expresión «48 inferiores» o «48 menores» (lower 48) puede o no incluir el Distrito de Columbia (que no forma parte de ninguno de los 48 estados), y puede o no excluir a Hawái (que es el estado más al sur de EE. UU.). La guía de estilo de la National Geographic recomienda el uso de «Estados Unidos contiguos» o «Estados Unidos limítrofes» (contiguous o conterminous United States) en lugar de los «48 inferiores/menores» cuando se refiere a los 48 estados, y que no sea utilizado en el contexto de Alaska.

### CONUS/OCONUS
CONUS es un término técnico utilizado por el Departamento de Defensa de los Estados Unidos que se define específicamente como los 48 estados contiguos, pero no dice nada sobre el Distrito de Columbia. OCONUS es el mismo término con la adición de O para significar exteriores, por tanto, fuera de los Estados Unidos contiguos (OCONUS) (Outside of Contiguous United States).

## Expresiones utilizadas en los estados no contiguos
Tanto Alaska como Hawái, por su propia ubicación en relación con los Estados Unidos contiguos, tienen sus propias expresiones únicas para referirse a ellos.

### Alaska
Alaska se convirtió en el estado número 49 de los Estados Unidos el 3 de enero de 1959. Alaska está en el extremo noroeste del continente de América del Norte, pero separado del resto de los Estados Unidos por Canadá. En Alaska, dada la ambigüedad que rodea al uso de «continental» (continental), la expresión «Estados Unidos continentales» (continental United States) es prácticamente desconocida para referirse a los 48 estados contiguos. Otras expresiones han sido utilizadas durante años. La mayoría de los estadounidenses están familiarizados con la expresión «48 inferiores» (Lower 48), que durante muchos años fue la más común en Alaska equivalente a los «Estados Unidos contiguos» (contiguous United States). Sin embargo, desde la década de 1980, los alaskeños han adoptado cada vez más el término Outside (en mayúscula, con el significado, de «Fuera») para referirse al resto de los Estados Unidos. Los alaskeños hablarán de salir a vacaciones «fuera» o harán referencia a haber nacido «fuera».

### Hawái
Hawái se convirtió en el estado número 50 de los Estados Unidos el 21 de agosto de 1959. Las islas hawaianas están localizadas en Oceanía y están a 3500 km del continente americano. En Hawái y en los territorios que forman el Área insular de Estados Unidos, por ejemplo, los términos «continental» (the Mainland) o «Estados Unidos continentales» (U.S. Mainland) se utilizan para referirse a la parte continental de Estados Unidos.